# Johann Vinhagen

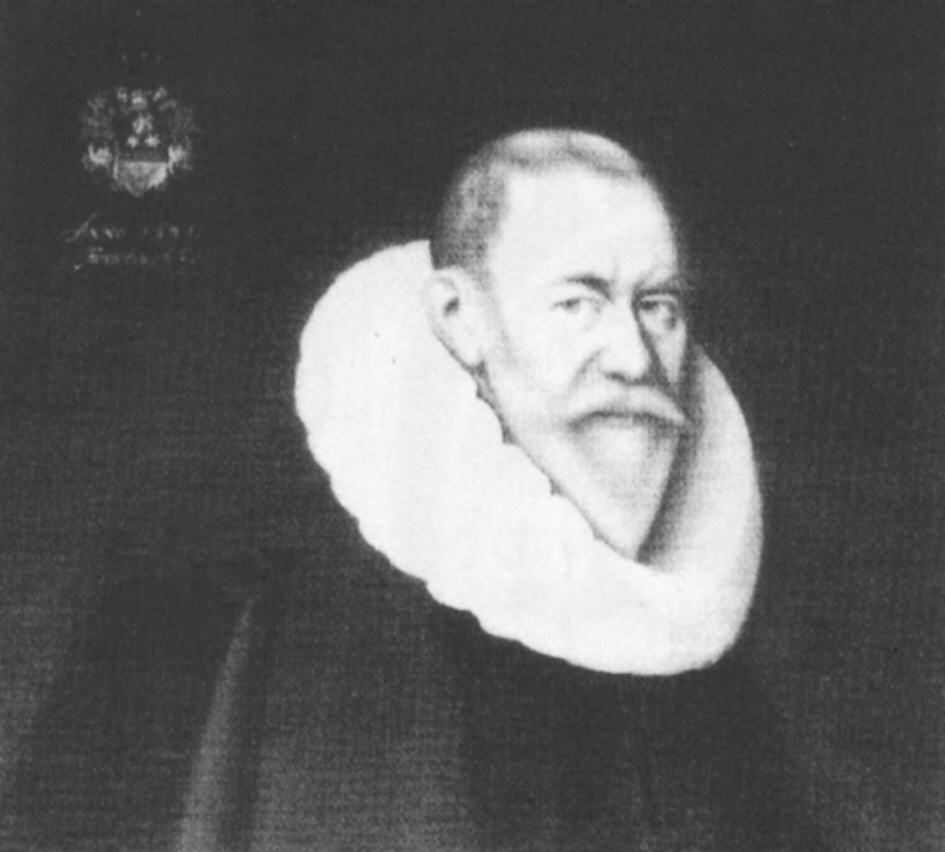
Johann Vinhagen, Ausschnitt des Porträts in der Bürgermeistergalerie im Lübecker Rathaus

Johann Vinhagen (* 1. August 1564 in Münster; † 17. Juni 1630 in Lübeck) war ein Bürgermeister der Hansestadt Lübeck.
Vinhagen war seit 1608 Ratsherr und ab 1619 Bürgermeister. 1620 war er gemeinsam mit dem Ratsherrn Bernhard Wedemhof Lübecker Gesandter am Schwedischen Hof in Stockholm. Von 1622 bis 1625 bekleidete er das Amt des Kämmerers.
Am 17. Juni 1630 starb Vinhagen während eines Nachmittagsgottesdienstes in der Marienkirche, dem er zusammen mit den anderen drei amtierenden Bürgermeistern beiwohnte.